# Comissão Geográfica e Geológica de São Paulo

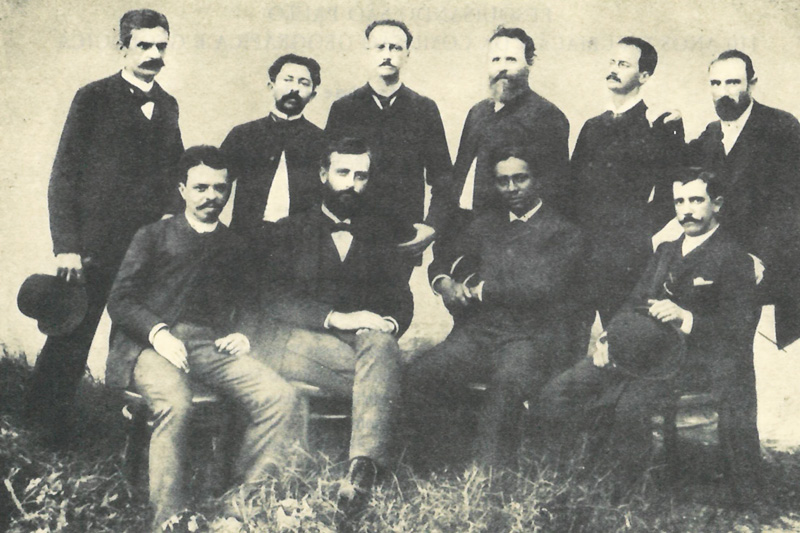
Os integrantes da CGG. Em pé, da esquerda para a direita: Antonio A. Lallemant, Luiz Gonzaga de Campos, Eugenio Hussack, Axel Frick, Antonio Lacerda, Alberto Löefgren.
Sentados: Francisco Paula de Oliveira, Orville A. Derby, Theodoro Sampaio, João Frederico Washington de Aguiar.

A Comissão Geográfica e Geológica (CGG) foi criada em 1886 pelo governo da Província de São Palo para desenvolver o conhecimento do território paulista. Atuou até 1931, tendo a finalidade de realizar estudos de solos, rios, fauna e flora.

## Histórico

### Criação
A história da Comissão Geográfica e Geológica remete aos processos de transformação ocorridos no início do século XX no Estado de São Paulo. Principalmente aqueles relacionados às mudanças da paisagem natural decorrentes do processo de ocupação do território paulista e da apropriação econômica dos recursos naturais. A comissão foi patrocinada pela elite cafeeira, que via em seus trabalhos a possibilidade de aumentar a produção e, também, sua influência política. Teve como inspiração o projeto da Comissão Geológica do Império do Brasil dirigida pelo geólogo e geógrafo Charles Frederick Hartt sendo a primeira comissão brasileira a realizar estudos dos recursos naturais financiada pelo governo brasileiro e com o apoio direto do imperador D. Pedro II. Essa Comissão, apesar da sua curta duração (1875-1877), conseguiu reunir uma diversificada coleção de espécimes 5 de botânica, zoologia, geologia e etnográfica.
O projeto de criação da CGG foi aprovado em 1886, sendo assinada tanto por representantes do Partido Conservador, quando do Partido Liberal, então capitaneado pelo Visconde do Pinhal, membro da elite agrária paulista, o qual apresentou o projeto de criação da comissão.

### Trabalhos
A CGG foi organizada e dirigida pelo geólogo americano Orville Derby (1886-1905), depois sucedido pelo engenheiro politécnico paulista João Pedro Cardoso (1905-1931). Tinha como composição técnica inicial (1886) os seguintes colaboradores: Alberto Löfgren (ou Loefgren), Antonio A. Lallemant, Antonio Lacerda, Axel Frick, Eugenio Hussak, Francisco Paula de Oliveira, João Frederico Washington de Aguiar, Luis Gonzaga de Campos, Ricardo Krone e Theodoro Sampaio.
A CGG realizou, em quantidade até então nunca realizada, diversos trabalhos, tais como: relatos, levantamentos cartográficos e estudos detalhados de geografia, geologia, climatologia, botânica, hidrografia e zoologia. O trabalho realizado serviu de base para a ocupação territorial das áreas até então consideradas “desconhecidas” no Estado. Entre as expedições realizadas, estão a que percorreu o rio Paranapanema, em 1886; os rios Paraná, Tietê, Feio ou Aguapeí e do Peixe, em 1905, e a expedição ao rio Grande e afluentes, em 1910.

### Extinção
Em 1931 foi transferida da Secretaria do Estado dos Negócios da Agricultura, Indústria e comercio para a Secretaria de Secretaria do Estado dos Negócios da Viação e Obras Publicas sendo extinta em meados de setembro de 1931, dando origem posteriormente, em 1938, ao Instituto Geográfico e Geológico. Foi embrião de diversas instituições de pesquisa do Estado de São Paulo tais como: Instituto Florestal, Instituto de Botânica, Instituto Geológico e Museu Geológico (MUGEO), hoje ligados à Secretaria de Estado do Meio Ambiente. Outras instituições também tiveram origem na Comissão, como é o caso do Instituto Geográfico e Cartográfico, além de instituições ligadas a Universidade de São Paulo, como o Instituto Astronômico e Geofísico, Museu Paulista e Museu de Zoologia.

## Sedes
Foram sedes do CGG:
- 1 - Edifício na zona central de São Paulo, com endereço desconhecido.
- 2 - R. da Consolação, ao lado da igreja de mesmo nome.
- 3 - Av. Rio Branco, 52 (nº atual).
- 4 - Av. Liberdade, 196 (nº da época).
- 5 - R. Aurora, 103 (nº da época).
- 6 - R. Riachuelo, esq. da Av. Brig. Luis António.
- 7 - Av. Brig. Luis António, 1892 (nº da época).
- 8 - R. António de Godói, 122 (nº atual).
- 9 - Av. Miguel Stéfano, 3900 (Instituto Geológico) e Av. Rebouças, 2876 (Instituto Geográfico e Cartográfico)